# فرانك أرنت
فرانك أرنت هو لاعب هوكي الجليد كندي، ولد في 2 يونيو 1932 في Carman, Manitoba ‏ في كندا.

## وصلات خارجية
- فرانك أرنت على موقع HockeyDB.com (الإنجليزية)